# هاپایروی
هاپایَروی (به لاتین: Haapajärvi) یک شهرک در فنلاند است که در اوستروبوتنیای شمالی واقع شده‌است. این شهر در سال ۲۰۱۷ میلادی  ۷٬۲۹۱ نفر جمعیت داشته‌است.